# Campeonato Brasileiro Série B 1997
Die Campeonato Brasileiro Série B 1997 war die 17. Spielzeit der zweiten Fußballliga Brasiliens.

## Saisonverlauf
Der Wettbewerb startete am 9. August 1997 in seine neue Saison und endete am 7. Dezember 1997. Die Meisterschaft wurde vom nationalen Verband CBF ausgerichtet. Am Ende der Saison konnte der América Mineiro die Meisterschaft feiern.
Der Wettbewerb wurde in vier Phasen ausgetragen. Die erste Runde bestand aus fünf Gruppen mit jeweils fünf Klubs. Die drei Besten einer Gruppe zogen in die zweite Runde ein. Des Weiteren kam der beste Viertplatzierte aller Gruppen in die zweite Runde. In der zweiten Runde trafen die sechzehn Klubs in einer K.-o.−Runde aufeinander. In dieser trafen die Klubs drei Mal aufeinander. Die dritte Runde mit den acht Siegern wurde wieder im Gruppenmodus ausgetragen. Die zwei Besten qualifizierten sich für die Finalrunde, in welcher wieder im Gruppenmodus gespielt wurde.
Der Gruppensieger der Finalrunde wurde Meister. Dieser und der Gruppenzweite stiegen in die erste Liga 1998 auf. Die schlechtesten Klubs jeder Gruppe aus der ersten Runde stiegen in die dritte Liga ab.

## Teilnehmer
Aufgrund eines Korruptionsskandals in der ersten Liga 1996, stiegen aus dieser keine Klubs in die Série B 1997 ab. Die drei Absteiger aus der Série B 1996, Goiatuba EC, CS Sergipe und Central SC, konnten daher in der Liga verbleiben.
Die Teilnehmer waren:
| Bundesstaat         | Klub                           | Qualifikation    | Ergebnis    |
| ------------------- | ------------------------------ | ---------------- | ----------- |
| Alagoas             | Clube de Regatas Brasil        | 20. Série B 1996 | 3. Runde    |
| Brasília            | SE Gama                        | 11. Série C 1996 | 3. Runde    |
| Ceará               | Ceará SC                       | 19. Série B 1996 | 2. Runde    |
| Espírito Santo      | Desportiva Ferroviária         | 11. Série B 1996 | 2. Runde    |
| Goiás               | Atlético Goianiense            | 12. Série B 1996 | 2. Runde    |
| Goiás               | Goiatuba EC                    | 23. Série B 1996 | 1. Runde    |
| Goiás               | Vila Nova FC                   | 1. Série C 1996  | Endrunde 4. |
| Maranhão            | Moto Club de São Luís          | 8. Série B 1996  | 1. Runde    |
| Minas Gerais        | América Mineiro                | 5. Série B 1996  | Meister     |
| Pará                | Clube do Remo                  | 7. Série B 1996  | 1. Runde    |
| Pará                | Paysandu SC                    | 21. Série B 1996 | 2. Runde    |
| Pará                | Tuna Luso Brasileira           | 16. Série B 1996 | 3. Runde    |
| Paraná              | Londrina EC                    | 4. Série B 1996  | 2. Runde    |
| Pernambuco          | Central SC                     | 25. Série B 1996 | 1. Runde    |
| Pernambuco          | Náutico Capibaribe             | 3. Série B 1996  | Endrunde 3. |
| Pernambuco          | Santa Cruz FC                  | 9. Série B 1996  | 1. Runde    |
| Rio de Janeiro      | Americano FC (RJ)              | 13. Série B 1996 | 2. Runde    |
| Rio de Janeiro      | Volta Redonda FC               | 14. Série C 1996 | 1. Runde    |
| Rio Grande do Norte | ABC Natal                      | 22. Série C 1996 | 2. Runde    |
| Santa Catarina      | Joinville EC                   | 15. Série C 1996 | 3. Runde    |
| São Paulo           | Botafogo FC (SP)               | 2. Série C 1996  | 1. Runde    |
| São Paulo           | Mogi Mirim EC                  | 6. Série B 1996  | 1. Runde    |
| São Paulo           | AA Ponte Preta                 | 18. Série B 1996 | Vizemeister |
| São Paulo           | EC XV de Novembro (Piracicaba) | 10. Série B 1996 | 2. Runde    |
| Sergipe             | CS Sergipe                     | 24. Série B 1996 | 1. Runde    |

## 1. Runde
In der ersten Runde traten die 25 Teilnehmer in fünf Gruppen zu je fünft Klubs einmal in Hin- und Rückspiel gegeneinander an. Die besten drei Klubs jeder Gruppe sowie der beste Gruppenvierte zogen in die zweite Runde ein.
Das Ranking ergab sich aus:
- Anzahl der Punkte
- Anzahl der Siege
- Tordifferenz
- Erzielte Tore
- Direkter Vergleich

### Gruppe A
| Pl. | Verein                | Sp. | S | U | N | Tore    | Diff. | Punkte |
| --- | --------------------- | --- | - | - | - | ------- | ----- | ------ |
| 1.  | SE Gama               | 8   | 4 | 3 | 1 | 012:500 | +7    | 15     |
| 2.  | Tuna Luso Brasileira  | 8   | 4 | 3 | 1 | 009:500 | +4    | 15     |
| 3.  | Atlético Goianiense   | 8   | 2 | 3 | 3 | 007:900 | −2    | 09     |
| 4.  | Clube do Remo         | 8   | 2 | 2 | 4 | 008:800 | ±0    | 08     |
| 5.  | Moto Club de São Luís | 8   | 1 | 3 | 4 | 010:190 | −9    | 06     |

### Gruppe B
| Pl. | Verein        | Sp. | S | U | N | Tore    | Diff. | Punkte |
| --- | ------------- | --- | - | - | - | ------- | ----- | ------ |
| 1.  | Ceará SC      | 8   | 5 | 2 | 1 | 008:700 | +1    | 17     |
| 2.  | Paysandu SC   | 8   | 4 | 2 | 2 | 012:700 | +5    | 14     |
| 3.  | ABC Natal     | 8   | 3 | 3 | 2 | 009:600 | +3    | 12     |
| 4.  | Santa Cruz FC | 8   | 2 | 1 | 5 | 006:120 | −6    | 07     |
| 5.  | Central SC    | 8   | 1 | 2 | 5 | 008:110 | −3    | 05     |

### Gruppe C
| Pl. | Verein                  | Sp. | S | U | N | Tore    | Diff. | Punkte |
| --- | ----------------------- | --- | - | - | - | ------- | ----- | ------ |
| 1.  | Clube de Regatas Brasil | 8   | 4 | 1 | 3 | 010:100 | ±0    | 13     |
| 2.  | América Mineiro         | 8   | 4 | 1 | 3 | 009:100 | +8    | 13     |
| 3.  | Vila Nova FC            | 8   | 3 | 3 | 2 | 013:800 | +5    | 12     |
| 4.  | Náutico Capibaribe      | 8   | 3 | 2 | 3 | 011:110 | ±0    | 11     |
| 5.  | CS Sergipe              | 8   | 1 | 3 | 4 | 009:120 | −3    | 06     |

### Gruppe D
| Pl. | Verein                 | Sp. | S | U | N | Tore    | Diff. | Punkte |
| --- | ---------------------- | --- | - | - | - | ------- | ----- | ------ |
| 1.  | AA Ponte Preta         | 8   | 5 | 2 | 1 | 011:400 | +7    | 17     |
| 2.  | Desportiva Ferroviária | 8   | 4 | 2 | 2 | 005:300 | +2    | 14     |
| 3.  | Americano FC (RJ)      | 8   | 3 | 3 | 2 | 008:800 | ±0    | 12     |
| 4.  | Botafogo FC (SP)       | 8   | 3 | 1 | 4 | 011:140 | −3    | 10     |
| 5.  | Goiatuba EC            | 8   | 0 | 2 | 6 | 002:800 | −6    | 02     |

### Gruppe E
| Pl. | Verein           | Sp. | S | U | N | Tore    | Diff. | Punkte |
| --- | ---------------- | --- | - | - | - | ------- | ----- | ------ |
| 1.  | Londrina EC      | 8   | 5 | 1 | 2 | 012:800 | +4    | 16     |
| 2.  | Joinville EC     | 8   | 4 | 2 | 2 | 011:900 | +2    | 14     |
| 3.  | XV de Novembro   | 8   | 3 | 2 | 3 | 011:140 | −3    | 11     |
| 4.  | Volta Redonda FC | 8   | 2 | 2 | 4 | 010:110 | −1    | 08     |
| 5.  | Mogi Mirim EC    | 8   | 1 | 3 | 4 | 010:120 | −2    | 06     |

## 2. Runde
Die erstgenannte Mannschaft in den Paarungen hatte zuerst Heimrecht. Die beiden weiteren Partien wurden beim Zweitgenannten ausgetragen. Das Team, welches zuerst fünf Punkte erzielte, zog in die nächste Runde ein.
| Datum             |                     | Gesamt          |                         | Hinspiel | Rückspiel | 3. Spiel |
| ----------------- | ------------------- | --------------- | ----------------------- | -------- | --------- | -------- |
| 26.9./2.10./7.10. | XV de Novembro      | 2:4             | AA Ponte Preta          | 1:1      | 1:2       | 0:1      |
| 28.9./2.10.       | Atlético Goianiense | 2:4             | Joinville EC            | 1:2      | 1:2       |          |
| 28.9./2.10./7.10. | ABC Natal           | 3:8             | SE Gama                 | 2:2      | 0:3       | 1:3      |
| 28.9./2.10./7.10. | Americano FC (RJ)   | 3:8             | Clube de Regatas Brasil | 2:1      | 0:2       | 1:5      |
| 28.9./2.10./7.10. | América Mineiro     | 5:2             | Desportiva Ferroviária  | 2:0      | 1:1       | 2:1      |
| 28.9./6.10./8.10. | Paysandu SC         | 2:5             | Tuna Luso Brasileira    | 2:1      | 0:0       | 0:4      |
| 29.9./2.10./7.10. | Vila Nova FC        | 3:2             | Ceará SC                | 2:0      | 1:1       | 0:1      |
| 29.9./2.10./7.10. | Náutico Capibaribe  | 3:3 (4:2 i. E.) | Londrina EC             | 2:1      | 0:1       | 1:1      |

## 3. Runde

### Gruppe F
| Pl. | Verein                  | Sp. | S | U | N | Tore    | Diff. | Punkte |
| --- | ----------------------- | --- | - | - | - | ------- | ----- | ------ |
| 1.  | AA Ponte Preta          | 6   | 3 | 2 | 1 | 014:900 | +5    | 11     |
| 2.  | Náutico Capibaribe      | 6   | 3 | 1 | 2 | 012:900 | +3    | 10     |
| 3.  | Clube de Regatas Brasil | 6   | 3 | 1 | 2 | 010:120 | −2    | 10     |
| 4.  | SE Gama                 | 6   | 0 | 2 | 4 | 006:120 | −6    | 02     |

### Gruppe G
| Pl. | Verein               | Sp. | S | U | N | Tore    | Diff. | Punkte |
| --- | -------------------- | --- | - | - | - | ------- | ----- | ------ |
| 1.  | América Mineiro      | 6   | 4 | 1 | 1 | 013:400 | +9    | 13     |
| 2.  | Vila Nova FC         | 6   | 4 | 0 | 2 | 007:600 | +1    | 12     |
| 3.  | Joinville EC         | 6   | 1 | 2 | 3 | 007:900 | −2    | 05     |
| 4.  | Tuna Luso Brasileira | 6   | 1 | 1 | 4 | 006:140 | −8    | 04     |

## Finale
Die Finalrunde wurde am letzten Gruppenspieltag, dem 7. Dezember 1997, entschieden. Drei der vier Klubs hatten noch die Möglichkeit Meister zu werden.
Nachdem der AA Ponte Preta sein erstes Spiel in der Finalrunde gegen Náutico Capibaribe mit 3:0 verlor, tauschte der Klub seinen Trainer aus. Der Klub stellte für die verbleibenden fünf Spiele den ehemaligen Weltmeister Pepe ein.

### Finalgruppe
| Pl. | Verein             | Sp. | S | U | N | Tore    | Diff. | Punkte |
| --- | ------------------ | --- | - | - | - | ------- | ----- | ------ |
| 1.  | América Mineiro    | 6   | 4 | 1 | 1 | 007:100 | +6    | 13     |
| 2.  | AA Ponte Preta     | 6   | 3 | 2 | 1 | 006:600 | ±0    | 11     |
| 3.  | Náutico Capibaribe | 6   | 2 | 2 | 2 | 009:600 | +3    | 08     |
| 4.  | Vila Nova FC       | 6   | 0 | 1 | 5 | 003:120 | −9    | 01     |

### Titelspiele

#### América Mineiro vs. Vila Nova
| América Mineiro                                            | América Mineiro | Vila Nova FC | Vila Nova FC |
| ---------------------------------------------------------- | --- | --- | ------------ |
| América Mineiro                                            | \| 7. Dezember 1997 in Belo Horizonte (Estádio Independência) \| \| Ergebnis: 1:0 (1:0) \| \| Zuschauer: 12.606 \| \| Schiedsrichter: Jamir Carlos Garcez \|                 | \| 7. Dezember 1997 in Belo Horizonte (Estádio Independência) \| \| Ergebnis: 1:0 (1:0) \| \| Zuschauer: 12.606 \| \| Schiedsrichter: Jamir Carlos Garcez \| | Vila Nova FC |
| América Mineiro                                            | Gilberto – Estevam (Dênis ), Júnior, Ricardo, Marcos Paulo – Pintado, Taú, Irênio, Tupãzinho – Celso (Vanderlei ), Rinaldo (Gilberto Silva ) Cheftrainer: Givanildo Oliveira | Enival – Moisés, Uéslei, Paulista, Leandro – Mona, Cléber, Luciano, Sabino (Jorginho ) – Fabinho, – Ciro (Renatinho , Cláudio ) Cheftrainer: Orlando Pereira | Vila Nova FC |
| América Mineiro                                            | 1:0 Celso (34.) | | Vila Nova FC |
| América Mineiro                                            | Júnior, Marcos Paulo, Celso | Uéslei, Mona, Cléber | Vila Nova FC |
| 7. Dezember 1997 in Belo Horizonte (Estádio Independência) | | |              |
| Ergebnis: 1:0 (1:0)                                        | | |              |
| Zuschauer: 12.606                                          | | |              |
| Schiedsrichter: Jamir Carlos Garcez                        | | |              |

#### AA Ponte Preta vs. Náutico Capibaribe
| AA Ponte Preta                                          | AA Ponte Preta | Náutico Capibaribe | Náutico Capibaribe |
| ------------------------------------------------------- | --- | --- | ------------------ |
| AA Ponte Preta                                          | \| 7. Dezember 1997 in Campinas (Estádio Moisés Lucarelli) \| \| Ergebnis: 1:1 (1:0) \| \| Zuschauer: 21.070 \| \| Schiedsrichter: Ubiraci Damásio de Oliveira \|                                     | \| 7. Dezember 1997 in Campinas (Estádio Moisés Lucarelli) \| \| Ergebnis: 1:1 (1:0) \| \| Zuschauer: 21.070 \| \| Schiedsrichter: Ubiraci Damásio de Oliveira \|            | Náutico Capibaribe |
| AA Ponte Preta                                          | Fabiano – Jorge Luiz, Renato Carioca, Marcelo Souza, Serginho – Ezequiel Ataliba, Fabinho, Grizzo, Marcelo Borges (Valmir ) – Regis Pitbull (Sérgio Araújo ), Claudinho (Dionísio ) Cheftrainer: Pepe | Ney Santos – Canjerê (Sindicley ), Ricardo Rambo, Humberto, Paulo César – Fernando, Alemão (Germano ), Marcelo (Dedê ), Jaílson – Chapecó, Róbson Cheftrainer: Hugo Benjamin | Náutico Capibaribe |
| AA Ponte Preta                                          | 1:0 Claudinho (11.) | 1:1 Chapecó (58.) | Náutico Capibaribe |
| AA Ponte Preta                                          | Fabiano, Grizzo | Humberto, Paulo César, Germano, Marcelo, Róbson | Náutico Capibaribe |
| 7. Dezember 1997 in Campinas (Estádio Moisés Lucarelli) | | |                    |
| Ergebnis: 1:1 (1:0)                                     | | |                    |
| Zuschauer: 21.070                                       | | |                    |
| Schiedsrichter: Ubiraci Damásio de Oliveira             | | |                    |

## Torschützenliste
| Pl. | Nat.        | Spieler          | Klub                    | Tore |
| --- | ----------- | ---------------- | ----------------------- | ---- |
| 1   | Brasilianer | Tupãzinho        | América Mineiro         | 13   |
| 2   | Brasilianer | Júnior           | Tuna Luso Brasileira    | 8    |
| 3   | Brasilianer | Claudinho        | ABC Natal               | 7    |
|     | Brasilianer | Irênio           | América Mineiro         | 7    |
|     | Brasilianer | Chapecó          | Náutico Capibaribe      | 7    |
| 6   | Brasilianer | Bechara Oliveira | Ceará SC                | 6    |
|     | Brasilianer | Mimi             | Clube de Regatas Brasil | 6    |
|     | Brasilianer | Sérgio Alves     | Joinville EC            | 6    |
|     | Brasilianer | Formiga          | Náutico Capibaribe      | 6    |
|     | Brasilianer | Regis Pitbull    | AA Ponte Preta          | 6    |

## Abschlusstabelle
Die Tabelle diente zur Feststellung der Platzierung der einzelnen Mannschaften in der Saison. Sie wurde zeitweise vom Verband auch zur Ermittlung einer ewigen Rangliste herangezogen. Sie setzt sich zusammen aus allen ausgetragenen Spielen. In der Sortierung hat das Erreichen der jeweiligen Finalphase Vorrang vor den erzielten Punkten.
| Pl. | Verein                  | Sp. | S  | U | N  | Tore    | Diff. | Punkte |
| --- | ----------------------- | --- | -- | - | -- | ------- | ----- | ------ |
| 1.  | América Mineiro         | 23  | 14 | 4 | 5  | 034:180 | +16   | 46     |
| 2.  | AA Ponte Preta          | 23  | 13 | 7 | 3  | 035:210 | +14   | 46     |
| 3.  | Náutico Capibaribe      | 23  | 9  | 6 | 8  | 035:290 | +6    | 33     |
| 4.  | Vila Nova FC            | 23  | 8  | 5 | 10 | 026:280 | −2    | 29     |
| 5.  | Clube de Regatas Brasil | 17  | 9  | 2 | 6  | 028:250 | +3    | 29     |
| 6.  | Joinville EC            | 16  | 7  | 4 | 5  | 022:200 | +2    | 25     |
| 7.  | SE Gama                 | 17  | 6  | 6 | 5  | 026:200 | +6    | 24     |
| 8.  | Tuna Luso Brasileira    | 17  | 6  | 5 | 6  | 020:210 | −1    | 23     |
| 9.  | Ceará SC                | 11  | 6  | 3 | 2  | 010:100 | ±0    | 21     |
| 10. | Londrina EC             | 11  | 6  | 2 | 3  | 015:110 | +4    | 20     |
| 11. | Paysandu SC             | 11  | 5  | 3 | 3  | 014:130 | +1    | 18     |
| 12. | Desportiva Ferroviária  | 11  | 4  | 3 | 4  | 007:800 | −1    | 15     |
| 13. | Americano FC (RJ)       | 11  | 4  | 3 | 4  | 011:160 | −5    | 15     |
| 14. | ABC Natal               | 11  | 3  | 4 | 4  | 013:150 | −2    | 13     |
| 15. | XV de Novembro          | 11  | 3  | 3 | 5  | 013:170 | −4    | 12     |
| 16. | Atlético Goianiense     | 10  | 2  | 3 | 5  | 009:130 | −4    | 09     |
| 17. | Botafogo FC (SP)        | 8   | 3  | 1 | 4  | 011:140 | −3    | 10     |
| 18. | Clube do Remo           | 8   | 2  | 2 | 4  | 008:800 | ±0    | 08     |
| 19. | Volta Redonda FC        | 8   | 2  | 2 | 4  | 010:110 | −1    | 08     |
| 20. | Santa Cruz FC           | 8   | 2  | 1 | 5  | 006:120 | −6    | 07     |
| 21. | Mogi Mirim EC           | 8   | 1  | 3 | 4  | 010:120 | −2    | 06     |
| 22. | CS Sergipe              | 8   | 1  | 3 | 4  | 009:120 | −3    | 06     |
| 23. | Moto Club de São Luís   | 8   | 1  | 3 | 4  | 010:190 | −9    | 06     |
| 24. | Central SC              | 8   | 1  | 2 | 5  | 008:110 | −3    | 05     |
| 25. | Goiatuba EC             | 8   | 0  | 2 | 6  | 002:800 | −6    | 02     |